# The Fisherman's Wife
The Fisherman's Wife är den europeiska titeln på den amerikansk/kanadensiska porrfilmen The Anal-Europe Series 1: The Fisherman's Wife från 1992.

## Rollista
- Angelica Bella
- Sierra
- Alex Jordan
- Shawnee Cates
- Woody Long
- Steve Drake
- Heidi Cat - fiskarfru
- Tom Byron
- Joey Silvera
- Chantal Francoise - lesbisk (som Sascha)